# جويس كيرتز
جويس كيرتز (بالإنجليزية: Joyce Kurtz)‏ هي ممثلة أمريكية، ولدت في 25 يونيو 1958 في كليفلاند في الولايات المتحدة.

## وصلات خارجية
- جويس كيرتز على موقع IMDb (الإنجليزية)
- جويس كيرتز على موقع قاعدة بيانات الفيلم (الإنجليزية)